# Gonaxia sinuosa
Gonaxia sinuosa är en nässeldjursart som beskrevs av Vervoort 1993. Gonaxia sinuosa ingår i släktet Gonaxia och familjen Sertulariidae. Inga underarter finns listade i Catalogue of Life.